# Tugaloo River
Der Tugaloo River (ursprünglich Tugalo River) ist ein 73,9 km langer Fluss entlang der Grenze von Georgia und South Carolina.

## Flusslauf
Der Fluss wird von den beiden Quellflüssen Tallulah River und Chattooga River gebildet, die jeweils in einen Arm des Stausees Lake Tugalo münden. 

Der Tugaloo fließt unterhalb dem Tugaloo Dam weiter zum Lake Yonah, der vom Yonah Dam aufgestaut wird. 
Der Fluss mündet schließlich in einen Arm des Lake Hartwell.
Dieser wird auch vom Seneca River gespeist. 
Der Abfluss des Stausees bildet dann der Savannah River.
Grenzstreitigkeiten zwischen Georgia und South Carolina bezüglich Flussinseln im Tugaloo River wurden im Jahre 1787 durch den Treaty of Beaufort geregelt.
In zwei Gerichtsprozessen in den Jahren 1922 und 1989 bestätigte der U.S. Supreme Court diese Regelung.
Im Einzugsgebiet des Flusses liegen einige der anspruchsvollsten Wildwasserstrecken im Südosten der USA. Diese bilden einen Anziehungspunkt für Kajakfahrer und Kanuten im ganzen Land.
Der Name des Flusses kommt von Tugaloo, einem Cherokee-Ort, der am Flussufer nahe der Mündung des Toccoa Creek lag.